# Hubbrücke Schwaan

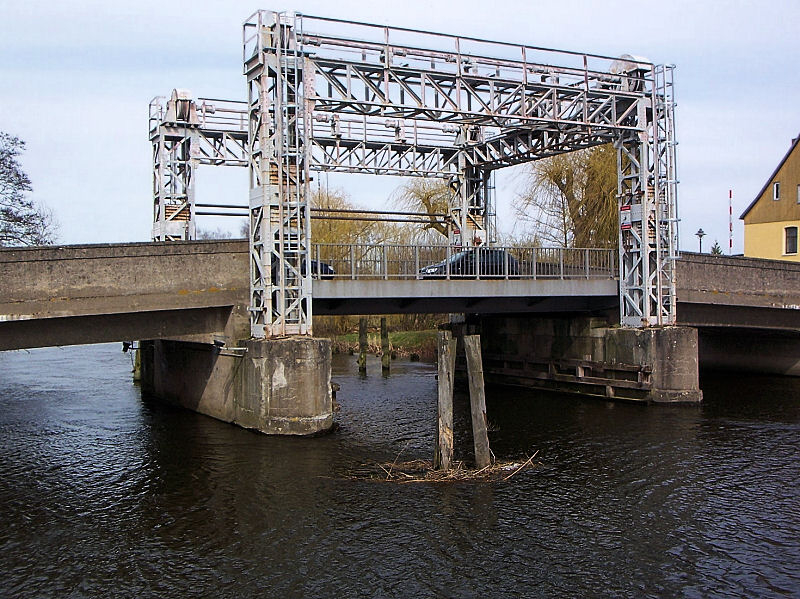
Hubbrücke in Schwaan im März 2008

Die Hubbrücke in der mecklenburgischen Stadt Schwaan im Landkreis Rostock war eine Straßenbrücke über die Warnow. Auf dem östlich der Altstadt befindlichen, ehemaligen technischen Denkmal verlief die Landesstraße 13. Wegen Baufälligkeit wurde die Hubbrücke 2015 durch ein festes Brückenbauwerk ersetzt. Bereits im August 2009 wurden die stählernen Hubportale demontiert.

## Bauwerk
Die 33,8 Meter lange, dreifeldrige Brücke überspannte mit ihrem 12,5 Meter langen Hubteil und den beiden Vorbrücken aus Stahlbeton den Fluss Warnow, der hier eine Breite von 30 Metern aufweist. Der Fahrbahnbelag auf den Vorbrücken bestand aus einer Pflasterung, das Mittelfeld war asphaltiert. Beidseitig der Fahrbahn waren Fußwege angeordnet. Während des Hubbetriebs sperrten auf den Vorbrücken installierte Schranken die Warnowquerung. Die längs der Brücke angeordneten Hubportale aus genietetem Stahlfachwerk waren an der Ostseite mit einem Brückenträger über der Fahrbahn verbunden. Auf ihm befand sich der zum Anheben des Fahrbahnträgers erforderliche Elektromotor. Die Kraftübertragung auf das Hubteil erfolgte über Kegelradgetriebe, waagerechte Wellen und Seilzüge mit Gegengewichten, die sich in den Stahlfachwerkstützen befanden. Die Brückenfelder und das Stahlfachwerk ruhten auf zwei Strompfeilern aus Beton. Die Fahrbahn konnte um 2,40 Meter angehoben werden, wodurch sich eine Durchfahrtshöhe für Schiffe und Boote von fünf Metern ergab.

## Geschichte

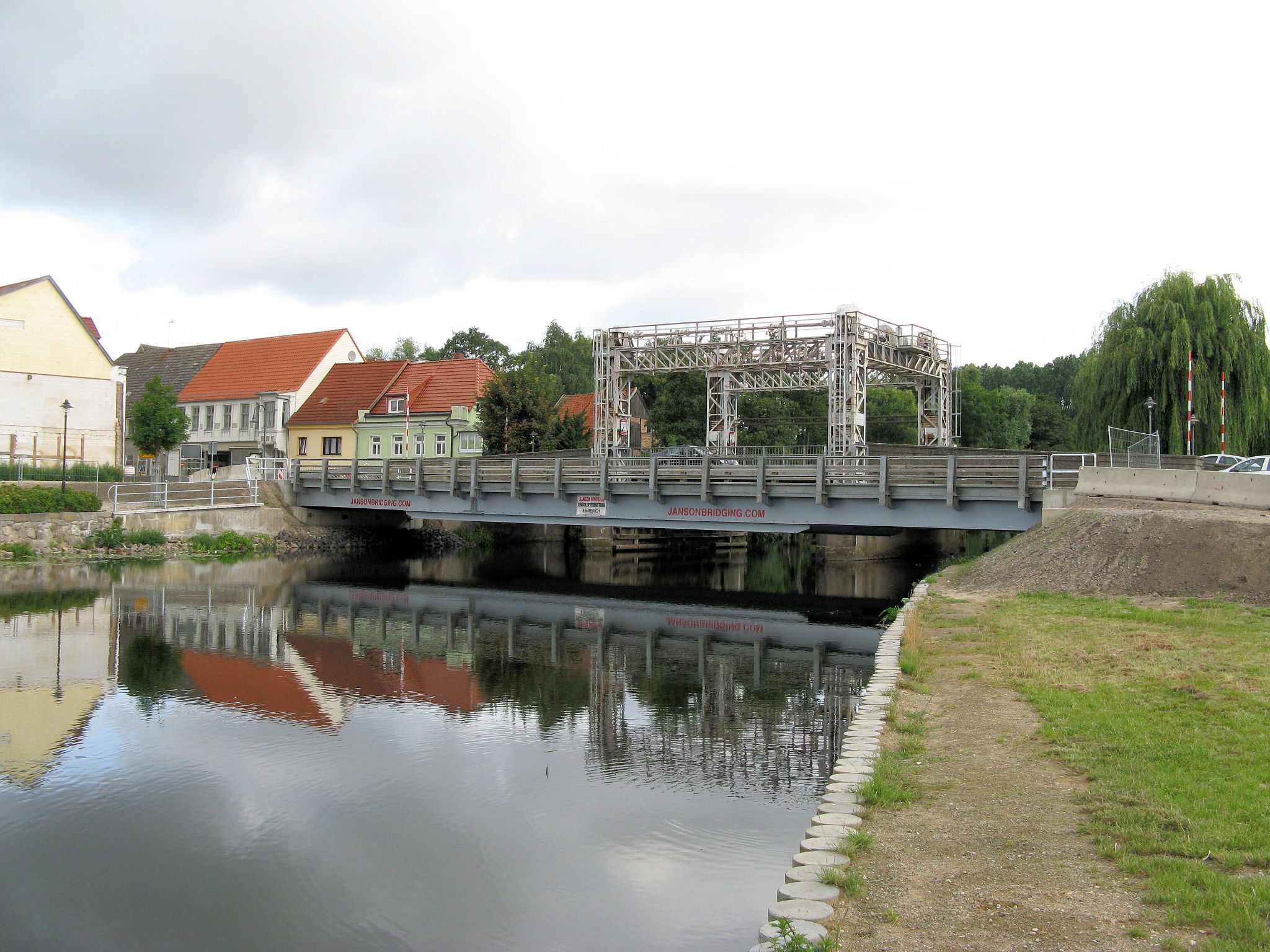
Behelfsbrücke neben der Hubbrücke am 4. August 2009

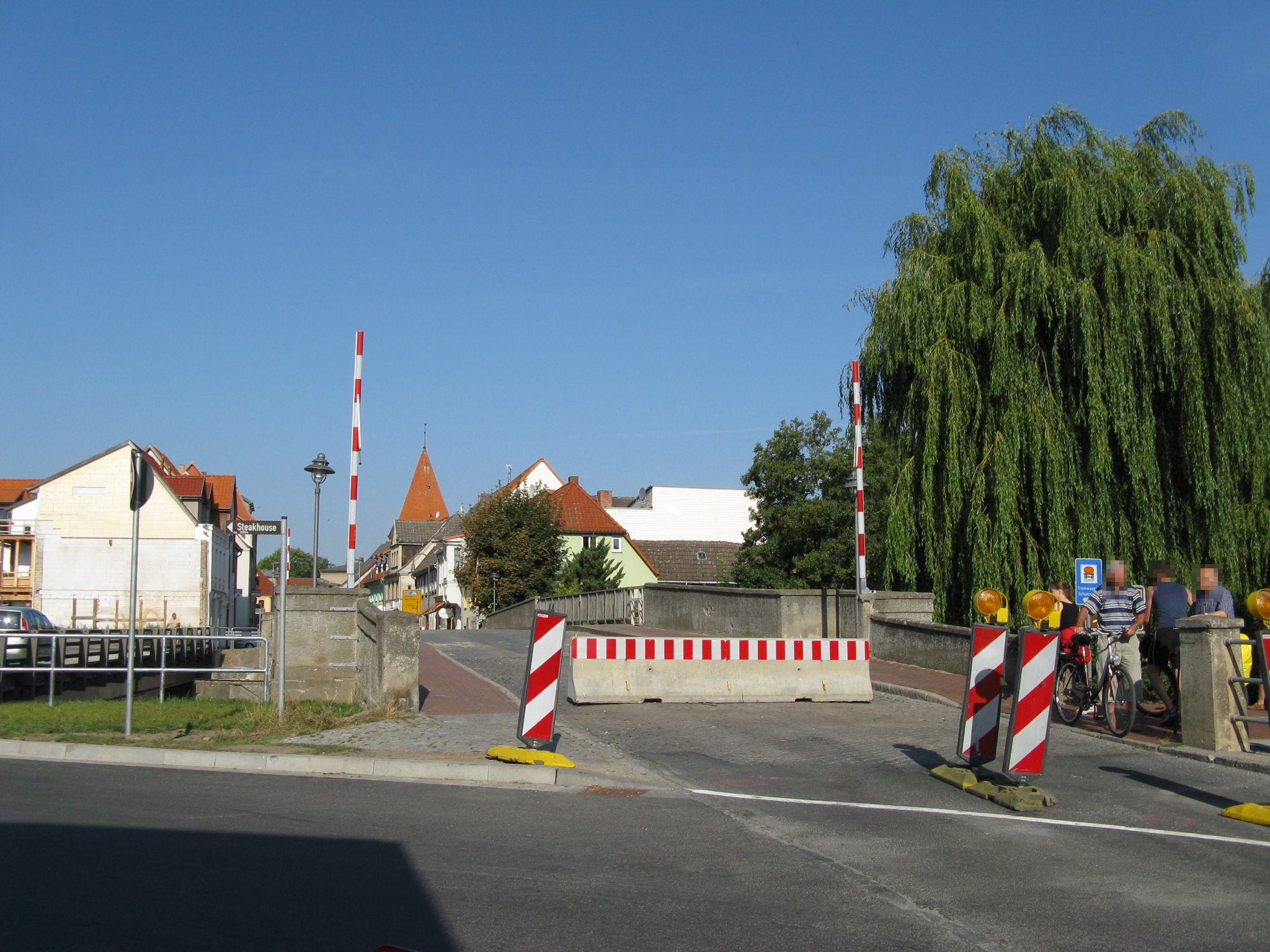
Für den Fahrzeugverkehr gesperrte Brücke ohne Hubportale am 20. August 2009

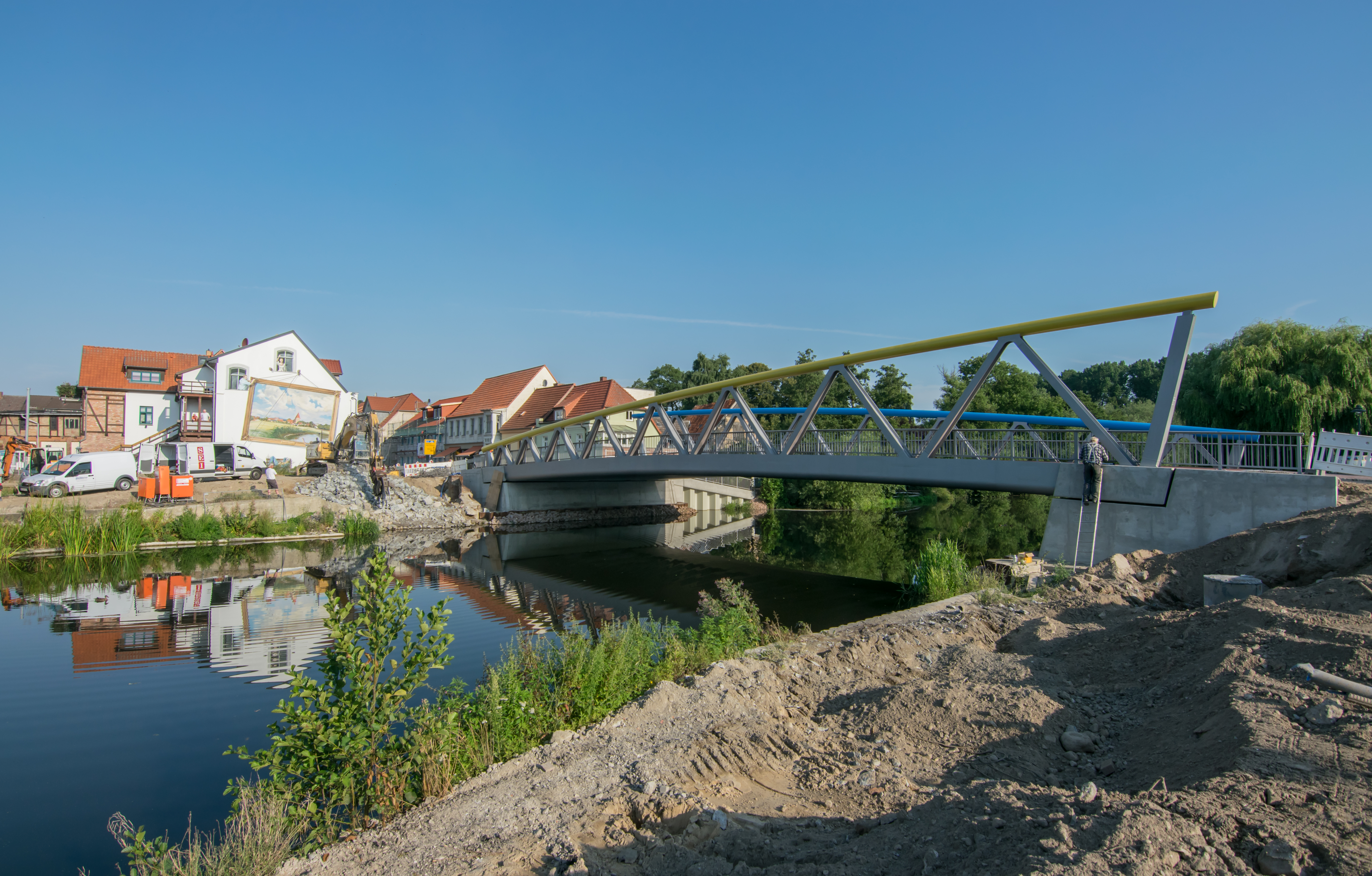
Neubau der Warnowbrücke von 2015

Eine hölzerne Klappbrücke an gleicher Stelle wurde im Laufe der Jahrhunderte mehrfach erneuert. Die Holzbrücke wurde bei Bedarf von einem nahe der Brücke wohnenden Handwerker geöffnet. Schiffe, die die Brücke passieren wollten, meldeten dies durch ein akustisches Signal. Die stählerne Hubbrücke wurde im Jahr 1928 errichtet. Am 1. Mai 1945, einem der letzten Kriegstage, wurde die Brücke gesprengt, der dabei beschädigte Hubteil 1950 erneuert.
Im Jahr 2008 begannen Diskussionen über den Abriss oder die Sanierung des Bauwerks. Das Straßenbauamt Güstrow ließ die Tragfähigkeit überprüfen und stellte in der Folge Baufälligkeit, nicht beseitigte Verformungen beziehungsweise Spannungen in der Stahlkonstruktion als Resultat eines LKW-Unfalls im Jahre 2005 und eine schlechte Gründung fest. Bereits vor einer Entscheidung über weitere Maßnahmen wurde die Notwendigkeit einer Behelfsbrücke neben der Hubbrücke festgestellt, die den Verkehr der Landesstraße 13 für die Zeit der Baumaßnahmen aufnimmt.
Zur Behebung der Mängel wurden sechs Varianten diskutiert. Eine Sanierung der Brücke mit Kosten von 6,7 bis 9,7 Millionen Euro, ein Neubau einer beweglichen Brücke mit gleicher Silhouette, der laut Planungen Kosten von 6,3 Millionen Euro verursacht hätte, standen ebenso zur Debatte, wie ein Neubau eines festen Brückenbauwerks. Über die Sanierung, für die sich eine Bürgerinitiative mit einer Unterschriftenaktion engagierte, wurde im Juli 2009 durch den Minister für Verkehr, Bau und Landesentwicklung abschlägig entschieden. Argumentiert wurde mit zu hohen Kosten und der Aussage, dass bei der Menge der zu ersetzenden Teile (mehr als 60 %) die Brücke nicht mehr als Denkmal, sondern nur als Nachbau angesehen werden könne. Fördermittel der Denkmalpflege wären deshalb nicht bereitgestellt worden. Die Hubportale der alten Brücke wurden am 19. August 2009 abgetragen und in der Straßenmeisterei in Kröpelin eingelagert. Die Hubbrücke konnte von Fußgängern vorerst weiterhin überquert werden. Der Fahrzeugverkehr lief über die Behelfsbrücke. Für den Brückenneubau war die Entfernung der Behelfsbrücke, der Bau einer neuen Behelfsbrücke für Fußgänger sowie ab Mai 2014 eine weiträumige Umleitung des Fahrzeugverkehrs nötig geworden. Am alten Standort wurde 2015 eine feste Querung gebaut, die die Personenschifffahrt auf der Warnow ermöglicht. Somit hatte sich das Ministerium für Verkehr, Bau und Landesentwicklung von MV für die mit Kosten von etwa 3,5 Millionen Euro, einschließlich Behelfsbrücke, finanziell günstigste Variante entschieden.